# Protestos de imigrantes nos Estados Unidos em 2006

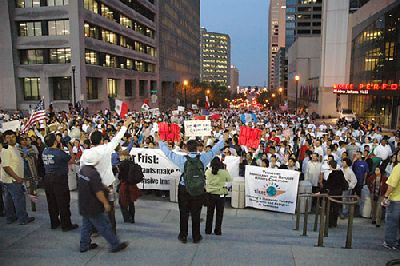
Manifestantes protestam em Nashville, Tennessee.

Em 2006, milhões de estadunidenses se manifestaram, nos Protestos de Imigrantes nos EUA de 2006, contra reformas judiciais em leis de imigração do país, que tornarão qualquer imigrante em situação ilegal um criminoso. A maior onda de protestos ocorreram em 10 de abril.